# 1996 في تايلاند
فيما يلي قوائم الأحداث التي وقعت خلال عام 1996 في تايلاند.

## سياسة

### تعيين في المنصب
- 25 نوفمبر – تشافاليت يونجتشايوده رئيس وزراء تايلاند.

### انتهاء فترة المنصب
- 24 نوفمبر – بانهارن سيلبا أرتشا رئيس وزراء تايلاند.

## رياضة
- 1 يناير – تصفيات كأس آسيا 1996

## مواليد

### يناير
- 8 يناير – ساسالاك هايبراخون لاعب كرة قدم تايلندي.[1]

### مايو
- 1 مايو – ناتاوت سومباتيوتا لاعب كرة قدم تايلندي.[2]

### يونيو
- 23 يونيو – تشاوات فيراتشات لاعب كرة قدم تايلندي.[3]

### أكتوبر
- 26 أكتوبر – تشايواوات بوران لاعب كرة قدم تايلاندي.[4]

### نوفمبر
- 19 نوفمبر – ثيتي مهايوتروك ممثل تايلندي.